# 德国驻广州总领事馆
德意志联邦共和国驻广州总领事馆（德語：Generalkonsulat der Bundesrepublik Deutschland Kanton），简称德国驻广州总领事馆，是德国设在广州的总领事馆，领区范围包括广东省、福建省、广西壮族自治区、海南省四个省区，于1995年10月开馆，隸屬於北京的德國駐華大使館。

## 历史

### 早期
德意志联邦共和国和中华人民共和国于1972年10月建交，现在的德国驻广州总领事馆于1995年10月开馆，但德国的驻广州领事机构的历史比这早得多，德国委任第一位驻穗领事是在1787年。
18世纪初，欧洲国家与中国的海外贸易迅猛发展，先是经中国南方四个沿海城市通商 但从1765年开始，根据清朝朝廷的法令，只能经广州通商。那时的中国只与外国保持贸易关系，没建立外交关系，把外国使团作为“进贡外国官员”看待。在广州，所有的外商必须遵从中国的规定。中国的对外贸易只由少数一些中国垄断商人经手。被称为十三行的商人（所谓“行商”）犹如受国家之托成了经纪人。这种所谓“广州制度”在诸多方面约束了外商。     
这导致了外国商人要求把欧洲的领事机制引入中国以保护他们的利益。许多欧洲国家因此在18世纪通过任命某国商人为驻广州领事以满足商人的要求。但这也许只是外国单方面的行动，中方的官府认为与他们无关。与外国政府的代表接触，对于他们来说，最初是完全不可想象的。第一个被中方视为外国驻广州领事代表的是1837年英国的“中国贸易总监”。因为东印度公司早在1717年就在穗建立了一个广州商馆，所以在当时所有的外商中，广州的英国商人最占据了最有利的位置。    
18世纪开始参与广州贸易的德意志地區邦国首先应是普鲁士和汉堡。直接的海外贸易关系始于250多年前的1752年，1751年埃姆登市成立的“普鲁士皇家亚洲贸易公司”（KPAC）的商船抵达广州后。由于中欧战争的原因海外贸易关系于1756年中止了。直到18世纪晚叶，普鲁士和汉堡的商船才又在广州出现。虽然普鲁士抵达广州商船的数量不多，普鲁士王国还是任命了商人为领事并委托他们代表其利益。最初被任命为领事的英国商人有：丹尼·比尔（1787年）、托马斯·比尔（1794年及1799年－1808年）、查尔斯·马尼亚克（Charles Magniac，1808年－1824年）、霍林沃斯·马尼亚克（1825-1840年）。汉堡最初也任命英国人为领事：约翰·麦克维卡（John McVicar，1829-1853年）和亚历山大·马西森（1831-1843年）。商人真正的兴趣其实是与中国做买卖而不是出任领事，但任领事有助于他们与东印度公司竞争：作为外国领事得到承认后可有权不经东印度公司批准在广州设立公司。

### 鸦片战争后
根据1842年第一次鸦片战争后签署的南京条约条款，可在条约规定的口岸开设外国领事馆并派遣领事官员，外国人有权在广州落户和开商行。而当时的德国邦国在此后的20年间还任命商人（从1843年开始任命德国商人）为名誉领事。即使1861年中国为一方，普鲁士和德国关税协会为另一方签订了“通商友好航行条约”，德国和中国首次建立了国家级关系后，普鲁士和关税协会的成员还是由曾担任“选任领事”的商人做代表出任领事。
1846年在广州成立“礼和洋行”的Richard von Carlowitz于1847-1869年间出任普鲁士王国的领事, 1869-1871年间为北德联盟的领事。而北德联盟于1866年转承履行1861年的条约的义务。威廉·普斯陶（Wilhelm Pustau，1851年，中国第一家德国贸易公司的建立人），代表不莱梅；格奥尔格·特奥多·西门森（Georg Theodor Siemessen，1852-1858，在广州成立“禅臣洋行”），还有另外几个商人代表汉萨同盟市汉堡（1851-1862）。1862年至1869年，三个汉萨同盟市汉堡，不莱梅和卢卑克共用一个领事。甚至其他的德国邦国如萨克森，奥尔登堡（至1865年）和汉诺威（1863年前）也暂时委任商人为名誉领事，在广州商行的晚期画面上有时能看到汉堡或普鲁士的国旗。
直到1871年德意志帝国成立后, 德国才从外交部派遣官员到广州任领事。1871-1917这45年间，广州有一个德意志帝国领事馆。该领事馆1906年9月1日迁到在沙面英租界租地建造的馆址。1911年的辛亥革命后，德意志帝国于1912年承认中华民国。该领事馆就一直继续开至1917年中国向德国宣战。

### 动荡的时代
1921年5月25日签署了德中协约后，恢复了外交关系。德国放弃了以前的特权，尤其是治外法权和领事裁判权。驻广州的领事馆于1921年9月作为二等总领事馆又开始工作。在沙面旧址的德意志帝国领事馆根据凡尔赛条约134章不得不交还给大英帝国。直到1931年该领事馆才又在沙面找到一个馆址。当时的中国政治形势混乱并越来越复杂，该领事馆的工作条件也很困难。德国政府与北京的中央政府建交。但当时的北京政府几乎无权管理由军阀控制的中国。广州总领事馆在1922-1924年面对两个中国政府，但根据德国政府的指示不支持孙中山在广州的国民政府。直到北伐战争胜利推翻各军阀统治，国民党部队1927年攻占北京后，德国政府才转为承认1928年在南京成立的由蒋介石领导的国民党政府。
由于日本1937年入侵中国，广州在1938年被日本人占领。驻广州总领事馆必须在日本人的占领下工作，1941年9月后既要负责日本人的占领区也要负责继续由重庆控制的非占领区。1941年7月1日，德国转而承认汪精卫的日本傀儡政府。当从南京逃往重庆的民国政府於1941年7月3日与德国中断外交关系并于1941年12月9日向德国宣战时，德国驻穗总领事馆还在日本的势力下存在至1945年3月为止。

### 重设
第二次世界大战50年后，在广州才又开了一个德国领事馆。1993年，德国总理科尔访问广州时，公布了在广州再设德国总领事馆的决定。该德国总领事馆于1995年10月在白天鹅宾馆（几乎是在德意志帝国领事馆100年前栖身的馆楼的对面）开始運作，1996年12月迁入沙面新建的馆址。由于新址靠近美国总领事馆，加上德国是北约的成员国，结果使用不到三年的新馆在1999年反美示威中受到冲击，损毁严重，而同为北约成员的英法两国设在广东国际大酒店的领事馆却能安然无恙（示威人群被限制在酒店外），出于安全的考虑，领事馆随即在同年的12月迁到广东国际大酒店，之后的十年时间英法德三国的领事馆都在同一幢大楼办公，直到2009年的8月份德国领事馆才再搬迁到粤海天河城大厦。

## 历任总领事
| 中文名 | 德文名 | 就任   | 离任   | 备注                                                                             |
| ------ | ------ | ------ | ------ | -------------------------------------------------------------------------------- |
| 齐懋曼 |        | 1995年 | 1997年 | 赴穗前曾任驻阿尔及利亚大使館副館長，离穗后继任德國聯邦總統府外交政策处负责人。   |
| 荣悟刚 |        | 1997年 | 2002年 |                                                                                  |
| 薄达夫 |        | 2002年 | 2005年 | 赴穗前曾任駐奈及利亞大使館代理館長，离穗后继任在台协会处长。                     |
| 白平凯 |        | 2005年 | 2008年 | 赴穗前曾任外交部德國之聲兼文字與视听媒体处長，离穗后继任驻波尔多（法國）总领事。 |
| 舒涵德 |        | 2008年 | 2010年 | 赴穗前曾任驻拉脱维亚大使，离穗后继任驻波尔多总领事。                             |
| 高思范 |        | 2010年 | 2014年 | 赴穗前曾任驻捷克大使館公使、副館長，离穗后继任驻迪拜总领事。                     |
| 吕海慕 |        | 2014年 | 2017年 | 赴穗前曾任驻波兰大使馆经济处長、在台協會副處長。                                 |
| 冯马丁 |        | 2017年 | 2021年 |                                                                                  |
| 鲁彦   |        | 2021年 |        | 赴穗前任駐華大使館政治处处长。                                                   |

## 领区内曾设立的领事馆
今天德国驻广州总领事馆的领区是广东，广西，海南和福建。在第一次世界大战前，除了驻广州的领事馆，在这四省区范围内还曾设有四个德国领事馆，包括德国驻福州、驻厦门、驻汕头和驻北海／海口领事馆。